# 2021年名古屋市長選挙
2021年名古屋市長選挙（2021ねんなごやしちょうせんきょ）は、日本の地方自治体である名古屋市の執行機関である名古屋市長を選出するために4月25日に投開票が行われた選挙である。4期目を目指した現職の河村たかしと、各政党が相乗りで支援した元市議会議長の横井利明の事実上の一騎打ちとなり、河村が当選した。

## 概要
現職の河村たかし（地域政党・減税日本代表）の任期満了に伴う選挙。2021年4月11日に告示され、市長4期目を目指す河村、NPO理事長の押越清悦、元名古屋市議（南区選出）の横井利明、元トヨタ自動車従業員の太田敏光の4氏が立候補した。
河村のこれまでの市政に対する評価や、新型コロナウイルス感染症への対策・対応に加え、河村も主要なメンバーとして参加した大村秀章愛知県知事に対するリコール運動において不正署名が見つかった問題について河村に責任があるかどうかなどが争点となるとされた。
4月25日に投開票が行われ、河村が5選された（1期目途中での辞職に伴う出直し選挙を含む）。投票率は42.12％で、4年前の前回選挙と比較して5.22ポイント増加したが、前述のリコール署名偽造問題の影響で一定の批判票が横井に回り、次点となった横井が得票差47,945票まで迫ったこともあって、河村の得票率はいずれも圧勝だった過去4回を下回った。
名古屋市では選挙期間中に新型コロナウイルス感染症のまん延防止等重点措置が発令された。市は混雑の状況によって投票所の入場制限などの対策を行うとしていた。

## 選挙データ
- 選挙事由：任期満了
- 告示日：2021年4月11日
- 執行日（投開票日）：2021年4月25日

## 立候補者
（立候補届け出順）
| 氏名                           | 年齢 | 党派                                                                | 肩書き                       | 公式サイト                                              |
| ------------------------------ | ---- | ------------------------------------------------------------------- | ---------------------------- | ------------------------------------------------------- |
| 河村たかし （かわむら たかし） | 72   | 無所属 （減税日本推薦）                                             | 名古屋市長 （現職）          | 河村たかし 気さくな72歳 減税日本代表                    |
| 押越清悦 （おしこし せいいち） | 62   | 無所属                                                              | NPO理事長                    | 押越のツイッターのアカウント（目覚めよ日本党 押越清悦） |
| 横井利明 （よこい としあき）   | 59   | 無所属 （自由民主党・公明党・立憲民主党・国民民主党・連合愛知推薦） | 前名古屋市会議員（南区選出） | よこい利明 公式サイト【ナゴヤが、変わる。】             |
| 太田敏光 （おおた としみつ）   | 72   | 無所属                                                              | 元トヨタ自動車従業員         | 太田敏光の名古屋市議会ウオッチング                      |

## タイムライン
2021年
- 1月7日 - 緑の党グリーンズジャパン共同代表の尾形慶子が立候補する意向を表明[7]。
- 1月21日 - 名古屋市選挙管理委員会が市長選の日程を『4月11日告示・25日投開票日』に決定[8]。
- 2月1日 - 愛知県選挙管理委員会は、大村秀章知事のリコールのために集められた署名のうち83.2％が無効との調査結果を発表した[9]。

- 2月17日 - 河村は中日新聞の取材に対し、市議会2月定例会初日となる翌18日の本会議提案説明において、市長選の出馬表明を見送る意向を固めたと明らかにした[10]。
- 2月26日 - 弁護士の中谷雄二や憲法学者の飯島滋明ら4人が記者会見し、元副市長の岩城正光に出馬を要請したことを明らかにした[11]。
- 3月5日 - 河村は日本維新の会の鈴木宗男参議院議員と会合を持ち、市長選挙に関して意見交換をした[12]。また関係者に「出馬を断念すると、大村知事のリコール活動の偽造署名疑惑で関与を認めたことになる」と述べ、出馬する意向を伝えた[13]。
- 3月6日 - 河村は報道陣に「まだ悩んどる。まだ考えとる」と述べ、改めて態度を保留した[12]。
- 3月7日
  - 市民団体が名古屋市中区で署名不正問題に関する追及集会を開いた。河村の「僕は被害者」との発言について「トップの資質失格と自ら示したも同然」と断じ、辞職を求める決議を行った[14][15]。
  - 岩城正光は毎日新聞の取材に対し「4年前のトラウマもあるので、勝てる戦いでなければ、とてもそんな勇気は沸いてこない」と述べ、出馬を否定した[16]。
- 3月9日 - 名古屋市会本会議で「国会議員互助年金」に関する質疑があり、自民党会派（当時）の横井利明市議が、受給した河村を「民主党議員（当時）だった河村氏は『議員特権』として制度を批判していたはずだ」と追及した[17][18][19][20]。
- 3月10日 - 大村は記者会見で河村の年金受給に触れ、「（国会議員だった）当時は廃止を主張していたのに耳を疑う。政治家の資格はない。ただちに辞職すべきだ」と非難した[17]。
- 3月13日 - 名古屋市会の自民党市議団が横井利明市議を擁立する方向で調整していることが、中日新聞の報道により明らかとなった[21]。
- 3月15日 - 大村は記者会見で、横井が立候補する方針を固めたことについて、「仮にそういう表明があれば全力で応援したい」と述べた[22]。
- 3月16日 - 横井利明が立候補する意向を正式に表明した。自民党市議団のほか、旧民主党系会派の名古屋民主市会議員団、公明党名古屋市会議員団も支援する方向[23]。
- 3月17日 - 日本共産党愛知県委員会などでつくる「革新市政の会」は岩城への出馬要請を取りやめることを明らかにした。同様に、弁護士らのグループも岩城への要請取りやめを明らかにした[24]。
- 3月19日 - 河村たかしが立候補する意向を正式に表明した[25]。
- 3月23日
  - 元トヨタ自動車従業員の太田敏光が立候補を表明した[26]。
  - 立憲民主党は横井の推薦を決定した[27]。
- 3月24日 - 国民民主党は横井の推薦を決定した[28]。
- 3月25日
  - 日本共産党愛知県委員会は横井を自主支援すると発表した[29]。
  - 河村は減税日本の推薦を受けることを明らかにした[30]。
- 3月26日 - 連合愛知は横井の推薦を決定した[31]。
- 3月30日 - 「革新市政の会」は「河村たかし市長の当選を許さない立場で大同団結する」との方針を確認したが、誰を推すかは保留とした。共産党は「革新市政の会」に横井支援を提案したものの、同団体は横井を「最も有力な候補」と言及するに留めた[32][33]。
- 4月1日 - 自民党と公明党は横井の推薦を決定した[34][35]。
- 4月5日 - 社民党は横井を応援することを決定した[36]。
- 4月7日
  - 尾形は横井とともに公開討論会に出席し、横井と政策面で一致しない点があることを認めた上で「一致しない部分について横井さんが市民の意見を聞くなら、市民として見守りたい」と出馬撤回を表明[37]。
- 4月9日 - 『文藝春秋』5月号が発売。大村知事は同号に手記「私は河村たかし名古屋市長の噓を許さない」を寄稿[38][39]。
- 4月11日 - 告示。河村、NPO理事長の押越清悦、横井、太田の4名が立候補した（届け出順）[3][40]。
- 4月25日 - 投開票。

## 備考

### 立候補者と各政党などの対応
- 河村たかしが代表を務める減税日本は河村を推薦。一方で、減税日本と協力関係にある日本維新の会の県連組織、愛知維新の会は、不正署名が発覚して問題になった大村知事のリコール運動に多くの党関係者が関わっていたため、今回の市長選を静観し、河村への「推薦を見送る」方針を固めた[41]。
- 押越清悦は東京都新宿区に主たる事務所を置く、NPO法人Targeted Individuals Japanの理事長である[42]。押越はテクノロジー犯罪の問題を解決すると訴えた[43]。
- 横井利明は上記のとおり、自由民主党、立憲民主党、公明党、国民民主党、新政あいち[44]、連合愛知、名古屋市医師連盟[45]の推薦を受けて立候補した[31]。日本共産党は自主支援すると表明[46]。社会民主党は応援すると表明[36]。愛知県医労連も横井支持を表明している[47]。共産党や市民団体や労働組合などで作る「革新市政の会」[48]は、会として支援候補を決めなかったが、横井を河村に対抗する「最も有力な候補」と位置付けた[33]。
- 太田敏光は元トヨタ自動車の従業員[49]。名古屋城天守の木造復元反対や、市民税減税の中止などを公約に掲げた[26]。

### 立候補を取りやめた人物
- 尾形慶子 - 緑の党グリーンズジャパン共同代表・元通訳
  - 2021年1月7日に立候補を表明したが[7]、2021年4月7日に尾形は横井も出席している討論会にて「一致しない部分について横井さんが市民の意見を聞くなら、市民として見守りたい」と述べて出馬撤回を表明。横井は「思いを実現できるよう頑張る」と応じた[37]。

## 選挙結果
現職の河村が、各党相乗りの新人・横井との接戦を制して当選。河村は、自身が代表を務める減税日本の支持層を総取りしたほか、無党派層や自民党支持層のほぼ半数以上を固めた。一方横井は、公明党や共産党の支持層をほぼ切り崩すことや旧民主党勢力（立憲民主・国民民主）の支持層では河村に肉薄することに成功した。世代別では、河村がほぼすべての年代で、過半数の支持を得た。

### 候補者別得票
※当日有権者数：1,855,394人 最終投票率：42.12%（前回比：+5.22pts）
| 候補者名   | 年齢 | 所属党派 | 新旧別 | 得票数    | 得票率 | 推薦・支持                                               |
| ---------- | ---- | -------- | ------ | --------- | ------ | -------------------------------------------------------- |
| 河村たかし | 72   | 無所属   | 現     | 398,656票 | 51.68% | 減税日本                                                 |
| 横井利明   | 59   | 無所属   | 新     | 350,711票 | 45.47% | 自由民主党・公明党・立憲民主党・国民民主党・連合愛知推薦 |
| 太田敏光   | 72   | 無所属   | 新     | 13,804票  | 1.79%  |                                                          |
| 押越清悦   | 62   | 無所属   | 新     | 8,162票   | 1.06%  |                                                          |

| 区     | 河村たかし | 河村たかし | 横井利明 | 横井利明 | 太田敏光 | 太田敏光 | 押越清悦 | 押越清悦 |
| 区     | 得票       | %          | 得票     | %        | 得票     | %        | 得票     | %        |
| ------ | ---------- | ---------- | -------- | -------- | -------- | -------- | -------- | -------- |
| 合計   | 398,656    | 51.68%     | 350,711  | 45.47%   | 13,804   | 1.79%    | 8,162    | 1.06%    |
| 千種区 | 29,305     | 52.46%     | 24,940   | 44.65%   | 1,030    | 1.84%    | 582      | 1.04%    |
| 東区   | 15,560     | 55.91%     | 11,403   | 40.97%   | 564      | 2.03%    | 304      | 1.09%    |
| 北区   | 29,316     | 52.45%     | 24,805   | 44.38%   | 1,061    | 1.90%    | 709      | 1.27%    |
| 西区   | 27,537     | 54.66%     | 21,557   | 42.79%   | 838      | 1.66%    | 446      | 0.89%    |
| 中村区 | 22,600     | 51.98%     | 19,845   | 45.64%   | 606      | 1.39%    | 426      | 0.98%    |
| 中区   | 13,594     | 54.97%     | 10,485   | 42.39%   | 384      | 1.55%    | 269      | 1.09%    |
| 昭和区 | 19,748     | 51.72%     | 17,123   | 44.84%   | 774      | 2.03%    | 539      | 1.41%    |
| 瑞穂区 | 20,610     | 51.58%     | 18,311   | 45.82%   | 638      | 1.60%    | 401      | 1.00%    |
| 熱田区 | 12,459     | 51.34%     | 11,198   | 46.15%   | 385      | 1.59%    | 224      | 0.92%    |
| 中川区 | 35,276     | 51.98%     | 30,564   | 45.04%   | 1,247    | 1.84%    | 773      | 1.14%    |
| 港区   | 21,134     | 50.95%     | 19,160   | 46.19%   | 781      | 1.88%    | 404      | 0.97%    |
| 南区   | 18,967     | 38.28%     | 29,683   | 59.91%   | 540      | 1.09%    | 355      | 0.72%    |
| 守山区 | 32,010     | 53.83%     | 25,548   | 42.97%   | 1,325    | 2.23%    | 577      | 0.97%    |
| 緑区   | 45,267     | 52.79%     | 37,747   | 44.02%   | 1,855    | 2.16%    | 886      | 1.03%    |
| 名東区 | 28,438     | 53.04%     | 23,791   | 44.37%   | 770      | 1.44%    | 622      | 1.16%    |
| 天白区 | 26,835     | 50.60%     | 24,551   | 46.29%   | 1,006    | 1.90%    | 645      | 1.22%    |